# Lucifer's Hammer
Lucifer's Hammer (De Hamer van Lucifer) is een post-apocalyptische sciencefictionroman uit 1977 van de schrijvers Larry Niven en Jerry Pournelle. Het boek beschrijft de inslag van brokstukken van een komeet, en de gevolgen hiervan voor de mensheid.

## Het verhaal
De amateur-astronoom Tim Hamner ontdekt een komeet, die mede zijn naam draagt: de komeet Hamner-Brown (kometen worden immers naar hun ontdekker vernoemd). De komeet is zeer interessant, want hij zal de Aarde zeer dicht passeren. Er wordt een Apollo-Sojoez missie opgesteld door Russische en Amerikaanse wetenschappers, om gezamenlijk vanuit Skylab de komeet te onderzoeken en te observeren. 
De wetenschappers overtuigen het publiek ervan dat de kans dat de komeet de Aarde raakt klein is, maar veel mensen beginnen toch met hamsteren. De fanatieke predikant Henry Armitage maakt bovendien misbruik van de angst om volgelingen te werven, en zweept de stemming verder op. Bovendien maakt een interviewer in een tv-interview een ongelukkige verspreking wanneer hij de komeet Hammer-Brown in plaats van Hamner-Brown noemt. De media noemen de komeet vanaf dat moment De Hamer.
De wetenschappers hadden zich echter verrekend door geen rekening te houden met de uitstoot van vluchtige gassen. Uiteindelijk realiseert zich men veel te laat dat de komeet de Aarde wel degelijk gaat raken. Weliswaar valt de komeet uiteen in meerdere stukken, maar deze zijn nog steeds groot genoeg om een ramp te veroorzaken.
De brokstukken raken de Aarde en veroorzaken zware aardbevingen, mega-tsunami's en vulkaanuitbarstingen op alle breuklijnen. Verder doen de inslagen in zee grote hoeveelheden zeewater verdampen, waardoor de Aarde in wolken wordt gehuld en het wekenlang achter elkaar regent. Ondertussen lanceren de Chinezen een preventieve kernaanval op de Sovjet-Unie, uit angst dat de komeetinslag een kleine ijstijd creëert die Rusland onleefbaar maakt en de Russen in de verleiding brengt 'Lebensraum' in China te veroveren. Dit leidt tot een massale Russische tegenaanval. Ondertussen worden grote delen van Europa en India vrijwel weggespoeld door tsunami's. De beschaving stort ineen en het is nu iedereen voor zichzelf. 
Tim Hamner ontpopt zich in Californië tot een leider voor de overlevenden, bijgestaan door zijn nieuwe vrouw Eileen. Ondertussen blijken er meerdere groepen overlevers te zijn die zich nu beginnen te organiseren. Een van deze groepen is de Nieuwe Broederschap, een fanatieke kannibalistische sekte, geleid door dominee Armitage. Een socioloog voorspelt dat deze een kiemkracht heeft, vergelijkbaar met de islam in zijn vroege dagen. De sekte verovert inderdaad in een angstwekkend tempo Centraal-Californië, en neemt grote hoeveelheden nieuwe volgelingen op. Nieuwkomers moeten als onderdeel van hun inwijding mensenvlees eten, wat psychologisch voor hen een 'point of no return' is. Dit bindt hen exclusief aan de Nieuwe Broederschap en verklaart deels hun fanatisme.
Hamner weet uiteindelijk de gemeenschappen te verenigen en een vuist te maken tegen de Nieuwe Broederschap. In de beslissende veldslag geeft het gebruik van zelfgefabriceerd mosterdgas de doorslag, en de Nieuwe Broederschap wordt beslissend verslagen. De overlevers proberen stap voor stap de beschaving weer op te bouwen. 
Op een dag vliegt een straaljager over, ten teken dat de beschaving weer terug aan het keren is.